# 科尔梅耶 (瓦兹省)
科尔梅耶（法語：Cormeilles，法語發音：[kɔʁmɛj]）是法国瓦兹省的一个市镇，属于博韦区。

## 地理
科尔梅耶（49°38'22"N, 2°11'32"E）面积7.21 平方千米，位于法国上法蘭西大區瓦兹省，该省份为法国北部内陆省份，北起索姆省，西接厄尔省和滨海塞纳省，南至塞纳-马恩省和瓦兹河谷省，东临埃纳省。
与科尔梅耶接壤的市镇（或旧市镇、城区）包括：布朗福塞、勒克罗、多梅利耶、弗莱希、方丹-博讷洛、阿迪维莱、维莱维孔特。

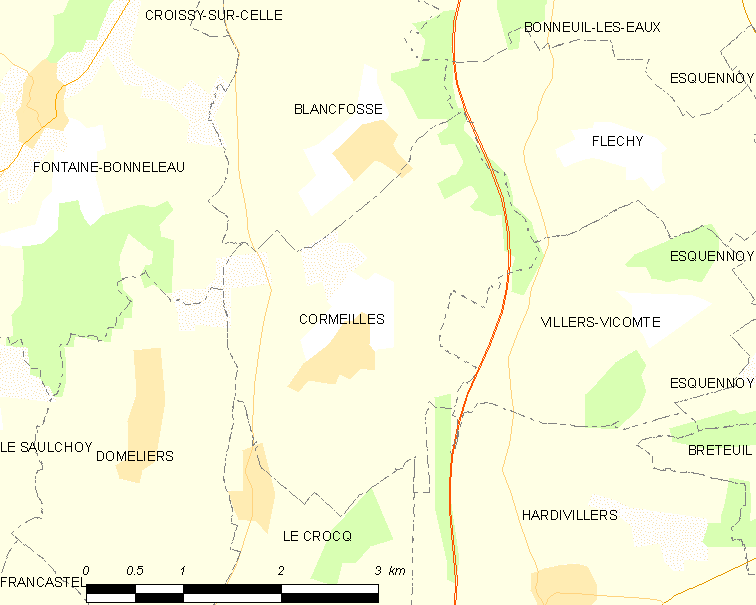
的OSM定位图

科尔梅耶的时区为UTC+01:00、UTC+02:00（夏令时）。

## 行政
科尔梅耶的邮政编码为60120，INSEE市镇编码为60163。

## 政治
科尔梅耶所属的省级选区为圣瑞斯特昂绍塞县。

## 人口

1962-2008年间人口变化图示

科尔梅耶于2022年1月1日时的人口数量为393人。